# Адміністративний устрій Київської області
Ки́ївська о́бласть — адміністративно-територіальна одиниця, яка була утворена 842 року — час появи перших населених пунктів за межами стародавнього Києва. Нині ця територія і є Київщина. 27 лютого 1932 року ЦВК СРСР затвердив постанову ВУЦВК про утворення областей.
Від часу проголошення Незалежності України 24 серпня 1991 року Київська область стала її частиною в кордонах, що станом на 1991 рік збігалися територіально з адміністративно-територіальною одиницею в складі УРСР.
Площа області становить 28,1 тис. км² (4,7 % території України). Чисельність населення — 1827,9 тис. осіб (3,7 % населення України), у тому числі міське населення — 1053,5 тис. осіб (58 %), сільське — 774,4 тис. осіб (42 %). Густота населення — 65 осіб на км².
Станом на 16 липня 2020 року Київська область складалася з 25 адміністративних районів та 12 міст обласного підпорядкування.
Внаслідок адміністративно-територіальної реформи, з 2020 року Київська область складається з 69 територіальних громад, об'єднаних в 7 районів: укрупнені Білоцерківський, Бориспільський, Броварський, Вишгородський, Обухівський, Фастівський та новоутворений Бучанський. Громади, у свою чергу, поділяються на 489 старостинських округів (на них поділено усі громади, окрім трьох — Коцюбинської, Славутицької та Чабанівської).
Усього в області нараховується 1180 населених пунктів, з них 25 міст, 30 селищ міського типу, 1125 сільських населених пунктів. Найбільші міста: Біла Церква, Бровари, Бориспіль, Фастів, Ірпінь. Адміністративний центр — місто Київ, що є окремим регіоном — містом зі спеціальним статусом, та не входить до складу Київської області.

## Перелік районів з 2020 року
| № | Назва           | Площа, тис. км2 | Чисельність населення, тис. ос. | Густота, ос./км² | Адміністративний центр | Чисельність населення адм. центру, тис. ос. | Кількість громад | Кількість населених пунктів | Розташування на мапі |
| - | --------------- | --------------- | ------------------------------- | ---------------- | ---------------------- | ------------------------------------------- | ---------------- | --------------------------- | -------------------- |
| 1 | Білоцерківський | 6,51            | 443,4                           | 68,11            | Біла Церква            | 209,2                                       | 13               | 302                         |                      |
| 2 | Бориспільський  | 3,87            | 203,7                           | 52,63            | Бориспіль              | 63,2                                        | 11               | 140                         |                      |
| 3 | Броварський     | 2,88            | 240,7                           | 83,57            | Бровари                | 108,3                                       | 8                | 125                         |                      |
| 4 | Бучанський      | 1,54            | 339,5                           | 220,45           | Буча                   | 36,3                                        | 12               | 141                         |                      |
| 5 | Вишгородський   | 6,91            | 130,1                           | 18,82            | Вишгород               | 30,9                                        | 7                | 163                         |                      |
| 6 | Обухівський     | 3,53            | 229,8                           | 65,09            | Обухів                 | 33,4                                        | 9                | 200                         |                      |
| 7 | Фастівський     | 2,89            | 160,9                           | 55,67            | Фастів                 | 45,4                                        | 9                | 109                         |                      |

## Райони та міста обласного значення до 17 липня 2020 року

### Перелік районів
| №  | Назва                  | Герб | Населення, тис. жит. | Територія, км² | Густота, ос./км² | Адміністративний центр | Карта |
| -- | ---------------------- | ---- | -------------------- | -------------- | ---------------- | ---------------------- | ----- |
| 1  | Баришівський           |      | 41,6                 | 957,6          | 42,9             | Баришівка              |       |
| 2  | Білоцерківський        |      | 55,6                 | 1276,8         | 43,580           | Біла Церква            |       |
| 3  | Богуславський          |      | 40,6                 | 772            | 52,560           | Богуслав               |       |
| 4  | Бориспільський         |      | 54,7                 | 1 485          | 36,8             | Бориспіль              |       |
| 5  | Бородянський           |      | 57,5                 | 934            | 61,54            | Бородянка              |       |
| 6  | Броварський            |      | 84,3                 | 1 198          | 70,37            | Бровари                |       |
| 7  | Васильківський         |      | 69,2                 | 1184,4         | 58,3             | Васильків              |       |
| 8  | Вишгородський          |      | 72,5                 | 2031           | 36               | Вишгород               |       |
| 9  | Володарський           |      | 23,4                 | 649            | 35,9             | Володарка              |       |
| 10 | Згурівський            |      | 19,0                 | 763,08         | 30               | Згурівка               |       |
| 11 | Іванківський           |      | 35,4                 | 3 616          | 9,7              | Іванків                |       |
| 12 | Кагарлицький           |      | 32,8                 | 926            | 37,3             | Кагарлик               |       |
| 13 | Києво-Святошинський    |      | 198,6                | 726            | 212,7            | Київ                   |       |
| 14 | Макарівський           |      | 44,0                 | 1 400          | 31               | Макарів                |       |
| 15 | Миронівський           |      | 41,5                 | 904            | 46               | Миронівка              |       |
| 16 | Обухівський            |      | 72,0                 | 773            | 93,1             | Обухів                 |       |
| 17 | Переяслав-Хмельницький |      | 31,6                 | 956            | 33               | Переяслав              |       |
| 18 | Поліський              |      | 6,4                  | 1 288          | 4,9              | Красятичі              |       |
| 19 | Рокитнянський          |      | 36,4                 | 661,51         | 54,96            | Рокитне                |       |
| 20 | Сквирський             |      | 44,3                 | 980            | 45,2             | Сквира                 |       |
| 21 | Ставищенський          |      | 25,2                 | 674            | 37,4             | Ставище                |       |
| 22 | Таращанський           |      | 31,9                 | 758            | 48,05            | Тараща                 |       |
| 23 | Тетіївський            |      | 33,2                 | 756            | 43,9             | Тетіїв                 |       |
| 24 | Фастівський            |      | 32,1                 | 896,25         | 36               | Фастів                 |       |
| 25 | Яготинський            |      | 25,2                 | 793,25         | 45,7             | Яготин                 |       |

### Перелік міст обласного значення
| №  | Назва       | Герб | Населення (01.01.2011) | Площа, км² | Розташування на мапі |
| -- | ----------- | ---- | ---------------------- | ---------- | -------------------- |
| 1  | Біла Церква |      | 210924                 | 33,7       |                      |
| 2  | Березань    |      | 16547                  | 32,92      |                      |
| 3  | Бориспіль   |      | 59502                  | 37,01      |                      |
| 4  | Бровари     |      | 98052                  | 34         |                      |
| 5  | Буча        |      | 28369                  | 26,57      |                      |
| 6  | Васильків   |      | 36678                  | 21,03      |                      |
| 7  | Ірпінь      |      | 41533                  | 110.83     |                      |
| 8  | Обухів      |      | 33025                  | 24,2       |                      |
| 9  | Переяслав   |      | 27960                  | 32         |                      |
| 10 | Ржищів      |      | 7537                   | 35,6       |                      |
| 11 | Славутич    |      | 24854                  | 20,824     |                      |
| 12 | Фастів      |      | 48250                  | 43         |                      |

## Історія
При утворенні Київської області 27 лютого 1932 року у її складі було 98 районів та два міста (обласного значення) — Київ і Житомир. До цього моменту на території майбутньої Київської області (приблизно збігається з межами тодішніх Київської та Білоцерківської округ) вже були ліквідовані деякі утворені у 1923 році райони: Шамраївський (1925), Гоголівський (1925), Ксаверівський (1925), Озернянський (1925), Телешівський (1925), Ходорівський (1925, первісно Македонський), Хотівський (1925), Будаївський (1927), Гостомельський (1927), Великодимерський (первісно Семиполківський, 1927 приєднано до Броварського, який у 1930 знову став називатися Великодимерським), Германівський (1927), Рогозівський (1927), Баришівський (1930, приєднано до Березанського; пізніше того ж року райцентр перенесено з Березані до Баришівки, район перейменовано), Київський (1930; утворений 1928–29), Бишівський (1931), Новошепелицький (1931).
Перелік районів Київської області з 27 лютого 1932 року: Андрушівський, Базарський, Баранівський, Барашівський, Баришівський, Бахмацький, Березнянський, Білоцерківський, Бобровицький, Богуславський, Бориспільський, Бородянський, Борознянський, Брусилівський, Буцький, Васильківський, Вищедубечанський, Володарський (з кол. Білоцерківської округи), Володарський (з кол. Волинської округи), Гельмязівський, Глухівський, Городницький, Городнянський, Димерський, Дмитріївський, Добрянський, Драбівський, Ємільчинський, Жашківський, Звенигородський, Златопільський, Золотоніський, Іваницький, Іванківський, Ічнянський, Кагарлицький, Кам'янський, Канівський, Козелецький, Конотопський, Коропський, Коростенський, Коростишівський, Корсунський, Корюківський, Кролевецький, Лисянський, Лугинський, Макарівський, Малинський, Малодівицький, Мархліївський, Менський, Народицький, Ніжинський, Новгород-Сіверський, Новоград-Волинський, Носівський, Обухівський, Овруцький, Олевський, Олишівський, Остерський, Переяславський, Г. І. Петровського, Понорницький, Попільнянський, Потіївський, Пулинський, Радомисльський, Ржищівський, Ріпківський, Розважівський, Рокитнянський, Ружинський, Семенівський, Середино-Будський, Сквирський, Словечанський, Смілянський, Сновський, Ставищенський, Тальнівський, Таращанський, Тетіївський, Троянівський, Фастівський, Хабнівський, Черкаський, Чернігівський, Чорнобаївський, Чорнобильський, Черняхівський, Чигиринський, Шосткинський, Шполянський, Яготинський, Ярунський, Житомирська міськрада, Київська міськрада — усього 98 районів, 2 міськради.
15 жовтня 1932 року до складу новоутвореної Чернігівської області передали 29 районів: Бахмацький, Березнянський, Бобровицький, Борознянський, Глухівський, Городнянський, Дмитріївський, Добрянський, Іваницький, Ічнянський, Козелецький, Конотопський, Коропський, Корюківський, Кролевецький, Малодівицький, Менський, Ніжинський, Новгород-Сіверський, Носівський, Олишівський, Остерський, Понорницький, Ріпківський, Семенівський, Середино-Будський, Сновський, Чернігівський та Шосткинський; до складу Харківської — 2 райони: Драбівський та Яготинський; з Вінницької області до складу Київської передано 7 районів: Бабанський, Монастирищенський, Оратівський, Плисківський, Погребищенський, Уманський та Христинівський.
22 січня 1935 року утворено райони: Березанський, Бишівський, Великополовецький, Вільшанський, Вчорайшенський, Гребінківський, Іркліївський, Катеринопільський, Корненський, Ладижинський, Маньківський, Миронівський, Мокрокалигірський, Новошепелицький, Олександрійський, Підвисоцький, Ротмістрівський, Узинський, Чоповицький. У складі Київської області 93 райони та 2 міськради.
4 травня 1935 у складі області утворено 2 округи (Коростенський з 9 районів та Новоград-Волинський з 6 районів). Мархліївський район Новоград-Волинського округу був розформований 21 жовтня 1935.
4 квітня 1937 року на приміській зоні Київської міськради утворені Броварський та Київський (Святошинський) райони. Місто Київ визнано містом республіканського значення.
22 вересня 1937 зі складу Київської передали:
- 4 райони до складу Вінницької області: Монастирищенський, Оратівський, Плисківський, Погребищенський;
- 28 районів та 1 міськраду до складу створюваної Житомирської області (при цьому округи ліквідовувалися): Андрушівський, Базарський, Баранівський, Барашівський, Брусилівський, Володарсько-Волинський, Вчорайшенський, Городницький, Ємільчинський, Корненський, Коростенський, Коростишівський, Малинський, Лугинський, Народицький, Новоград-Волинський, Овруцький, Олевський, Попільнянський, Потіївський, Радомисльський, Ружинський, Славечанський, Троянівський, Червоноармійський (Пулинський до 1935 р.), Черняхівський, Чоповицький, Ярунський, Житомирська міськрада;
- 4 райони до складу новостворюваної Полтавської області: Гельмязівський, Золотоніський, Іркліївський, Чорнобаївський.

1938 року надано статус міста 7 населеним пунктам: Богуслав, Фастів, Сквира, Корсунь, Звенигородка, Шпола і Тальне.
10 січня 1939 року до складу утворюваної Кіровоградської області передали 5 районів: Златопільський, Кам'янський, Олександрійський, Підвисоцький, Чигиринський, також у 1939 році статус міста обласного значення отримали міста Біла Церква, Сміла, Умань, Черкаси.
6 січня 1954 року з Полтавської до Київської області передано 2 райони: Згурівський та Яготинський. А наступного дня, 7 січня, з утворенням Черкаської області до її складу відійшли від Київської області 20 районів та 3 міськради: Бабанський, Буцький, Вільшанський, Городищенський (Г. І. Петровського до 1944), Жашківський, Звенигородський, Канівський, Катеринопільський, Корсунь-Шевченківський (Корсунський до 1944), Ладижинський, Лисянський, Маньківський, Мокрокалигірський, Ротмістрівський, Смілянський, Тальнівський, Уманський, Христинівський, Черкаський, Шполянський, міста Сміла, Умань, Черкаси.

Після цього у складі Київської області залишилося 35 районів та 1 міськрада: Баришівський, Березанський, Бишівський, Білоцерківський, Богуславський, Бориспільський, Бородянський, Броварський, Васильківський, Великополовецький, Вищедубечанський, Володарський, Гребінківський, Димерський, Згурівський, Іванківський, Кагарлицький, Києво-Святошинський, Макарівський, Миронівський (Старченківський від 1948), Новошепелицький, Обухівський, Переяславський (Переяслав-Хмельницький від 1944), Ржищівський, Розважівський, Рокитнянський, Сквирський, Ставищенський, Таращанський, Тетіївський, Узинський, Фастівський, Хабнівський (Кагановицький від 1935), Чорнобильський, Яготинський та місто Біла Церква.
У 1959 р. скасовано 4 райони: Бишівський, Великополовецький, Новошепелицький, Розважівський.
У 1962 р. після укрупнення сільських районів залишилось 12 районів. Отже скасовувались 19 районів: Баришівський, Березанський, Богуславський, Бородянський, Броварський, Вищедубечанський, Володарський, Гребінківський, Димерський, Згурівський, Обухівський, Поліський, Ржищівський, Рокитнянський, Сквирський, Ставищенський, Старченківський, Узинський та Фастівський, статус міста обласного підпорядкування отримали: Богуслав, Бровари, Васильків, Ірпінь, Переяслав-Хмельницький, Фастів. У 1965 р. деякі з перелічених районів були відновлені (районів стало 19), а міста Богуслав, Бровари, Васильків та Переяслав-Хмельницький повернуто до складу районів. У грудні 1966 р. відновлено ще 5 районів: Богуславський, Бородянський, Володарський, Обухівський та Рокитнянський.
У 1973 році утворено Вишгородський район.
У 1986 р. утворено Згурівський район.
У 1988 році ліквідовано Чорнобильський район. Таким чином, з 1989 до 2020 років у Київській області нараховувалось 25 районів.
Статус міста обласного значення на додачу до Білої Церкви, Ірпеня і Фастова отримали: Бровари (1972), Бориспіль (1975), Васильків (1975), Переяслав-Хмельницький (1975), Прип'ять (1980), Славутич (засновано на території Чернігівської області і включено до складу Київської у 1987), Березань (1994), Ржищів (1995), Буча (2007), Обухів (2010).
17 липня 2020 року Верховною Радою України прийняла Постанову «Про утворення та ліквідацію районів», внаслідок якої ліквідовані Баришівський, Білоцерківський район, Богуславський, Бориспільський район, Бородянський, Броварський район, Васильківський, Вишгородський район, Володарський, Згурівський, Іванківський, Кагарлицький, Києво-Святошинський, Макарівський, Миронівський, Обухівський район, Переяслав-Хмельницький, Поліський, Рокитнянський, Сквирський,Ставищенський, Таращанський, Тетіївський, Фастівський район, Яготинський райони, укрупнені Білоцерківський, Бориспільський, Броварський, Вишгородський, Обухівський, Фастівський та утворено Бучанський райони.
21 березня 2023 року Київська обласна рада восьмого скликання визначила датою заснування Київщини, як адміністративно-територіальної одиниці, 842 рік.
Колишні райони
| Назва                  | Рік ліквідації | Територія увійшла до                                                       | Примітка                                 |
| ---------------------- | -------------- | -------------------------------------------------------------------------- | ---------------------------------------- |
| Бишівський             | 1959           | Макарівський район                                                         |                                          |
| Великополовецький      | 1959           | Білоцерківський район, Сквирський район                                    |                                          |
| Новошепелицький        | 1959           | Чорнобильський район, Поліський район                                      |                                          |
| Розважівський          | 1959           | Іванківський район, Поліський район                                        |                                          |
| Баришівський           | 1962           | Переяслав-Хмельницький район                                               | відновлений 4 січня 1965                 |
| Березанський           | 1962           | Яготинський район, Переяслав-Хмельницький район                            |                                          |
| Богуславський          | 1962           | Таращанський район, м. Богуслав                                            | відновлений 8 грудня 1965                |
| Бородянський           | 1962           | Макарівський район                                                         | відновлений 8 грудня 1965                |
| Броварський            | 1962           | Бориспільський район, м. Бровари                                           | відновлений 4 січня 1965                 |
| Вищедубечанський       | 1962           | Києво-Святошинський район                                                  |                                          |
| Володарський           | 1962           | Тетіївський район                                                          | відновлений 8 грудня 1965                |
| Гребінківський         | 1962           | Васильківський район                                                       |                                          |
| Димерський             | 1962           | Іванківський район, Києво-Святошинський район                              |                                          |
| Згурівський            | 1962           | Яготинський район                                                          | створений знову 25 вересня 1986          |
| Обухівський            | 1962           | Кагарлицький район                                                         | відновлений 8 грудня 1965                |
| Поліський              | 1962           | Чорнобильський район, Іванківський район, Поліський промисловий район      | відновлений 4 січня 1965                 |
| Ржищівський            | 1962           | Кагарлицький район, м. Богуслав                                            |                                          |
| Рокитнянський          | 1962           | Таращанський район                                                         | відновлений 8 грудня 1965                |
| Сквирський             | 1962           | Білоцерківський район, м. Біла Церква                                      | відновлений 4 січня 1965                 |
| Ставищенський          | 1962           | Тетіївський район                                                          | відновлений 4 січня 1965                 |
| Старченківський        | 1962           | Кагарлицький район, м. Богуслав                                            | відновлений як Миронівський 4 січня 1965 |
| Узинський              | 1962           | Білоцерківський район                                                      |                                          |
| Фастівський            | 1962           | Васильківський район, м. Фастів                                            | відновлений 4 січня 1965                 |
| Чорнобильський         | 1987           | Іванківський район                                                         |                                          |
| Баришівський           | 2020           | Броварський район (25), Бориспільський район (1)                           |                                          |
| Богуславський          | 2020           | Обухівський район (16), Білоцерківський район (6)                          |                                          |
| Бородянський           | 2020           | Бучанський район                                                           |                                          |
| Васильківський         | 2020           | Білоцерківський район (15), Обухівський район (15), Фастівський район (13) |                                          |
| Володарський           | 2020           | Білоцерківський район                                                      |                                          |
| Згурівський            | 2020           | Броварський район                                                          |                                          |
| Іванківський           | 2020           | Вишгородський район                                                        |                                          |
| Кагарлицький           | 2020           | Обухівський район                                                          |                                          |
| Києво-Святошинський    | 2020           | Бучанський район (19), Фастівський (8), Обухівський район (3)              |                                          |
| Макарівський           | 2020           | Бучанський район (26), Фастівський (11)                                    |                                          |
| Миронівський           | 2020           | Обухівський район                                                          |                                          |
| Переяслав-Хмельницький | 2020           | Бориспільський район                                                       |                                          |
| Поліський              | 2020           | Вишгородський район                                                        |                                          |
| Рокитнянський          | 2020           | Білоцерківський район                                                      |                                          |
| Сквирський             | 2020           | Білоцерківський район                                                      |                                          |
| Ставищенський          | 2020           | Білоцерківський район                                                      |                                          |
| Таращанський           | 2020           | Білоцерківський район                                                      |                                          |
| Тетіївський            | 2020           | Білоцерківський район                                                      |                                          |
| Яготинський            | 2020           | Бориспільський район                                                       |                                          |
|                        |                |                                                                            |                                          |

- Мархлевський район
- Пулинський район